# Lasersko varjenje
Lasersko varjenje je varjenje z laserskim žarkom, ki je praviloma računalniško vodeno. Laserski žarek se usmeri na stik med dvema deloma (varjencema), med katerima se ustvari spoj (var). Varjenci so običajno kovinski, lahko pa tudi iz drugih materialov. Lasersko varjenje delimo na dve vrsti: prevodno lasersko varjenje in globoko lasersko varjenje.
Prednost uporabe laserjev za varjenje je brezstičen dovod energije in s tem odsotnost mehanskih obremenitev. Var je mogoče narediti pod površino varjencev, s čimer je skrit in zaščiten. Varjenje z laserjem se lahko izvaja na mikroskali, omogoča primerjalno večjo svobodo pri oblikovanju varjencev, vključitev v avtomatizirane proizvodne sisteme pa je razmeroma enostavna.

## Prevodno lasersko varjenje
Pri nizkih intenzitetah laserskega žarka se z laserjem vari prevodno. Vpita (absorbirana) svetloba varjenca segreje ter ju stali. Na stiku obeh varjencev nastane majhen mehurček staljenega materiala. Talino se pusti, da se ohladi ter strdi in tako nastane trden var. Razsežnost vara je omejena s premerom laserskega žarka, ki je reda velikosti 100 μm. Območje temperaturnega vpliva je večje od velikosti vara. Žarek se mora s primerno hitrostjo premikati po stiku med varjencema. S tem načinom varjenja ustvarimo široke in tanke vare, zato je primeren za obdelavo tankih varjencev.

### Presevno lasersko varjenje
Presevno lasersko varjenje (nem. Laserdurchstrahlschweißen) je način prevodnega laserskega varjenja, ki omogoča varjenje plastičnih materialov. Pri tem načinu segrevanje in spajanje varjencev potekata skoraj hkrati. Varjenje se izvede tako, da se varjenca prekrije. Na vrh se postavi tisti varjenec, ki je pri uporabljeni valovni dolžini (λ) svetlobe skoraj prozoren. Laser zato sveti skozenj skoraj brez energijskih izgub in temperatura se mu pri tem spremeni zanemarljivo malo. Spodnji varjenec pa je neprozoren in lasersko svetlobo vpija. Snov, iz katere je narejen, ima običajno dodane primesi, ki še pripomorejo k vpijanju. Te primesi so ponavadi sajaste. Spodnji varjenec se zaradi prejete energije segreje in stali, poleg tega pa se iz njega s konvekcijo na zgornji varjenec prenaša toplota. Učinkovitost prevajanja se zviša z mehanskim stiskanjem varjencev. Pred tem je treba poskrbeti, da se varjenca eden drugemu tesno prilegata. Na stiku se zlijeta in tako nastane var. S svetenjem na varjenca iz dveh strani, tj. z dvema žarkoma, se kakovost vara izboljša. Previsoka intenziteta žarka lahko varjenca poškoduje. Za vir svetlobe se pri presevnem laserskem varjenju uporabljajo polprevodniški laserji. Pri valovnih dolžinah svetlobe, ki jo oddajajo nekatere vrste teh laserjev, namreč izkazuje prozornost večina termoplastov. Uporabljajo se predvsem visokozmogljivi diodni laserji (nem. Hochleistungsdiodenlaser, λ = 900-1100 nm) in pa laserji Nd:YAG (λ = 1060-1090 nm).
Presevno lasersko varjenje se med drugim uporablja za izdelavo ohišij, avtomobilskih luči, senzorjev (tipal), elektronskih komponent in medicinske opreme. V industrijski uporabi je od sredine 90-ih let. Kot posebno prednost te metode velja izpostaviti možnost skritja varov v notranjost obdelovanega kosa, kot slabost pa potrebo po ustreznih optičnih lastnostih varjencev.

## Globoko lasersko varjenje (varjenje s parnico)
Pri visokih intenzitetah laserskega žarka (nad 106 W/cm²) preidemo na t.i. varjenje s parnico. Tako močan žarek povzroči na mestu kamor sveti izparevanje varjenca, zato se naredi luknja v materialu. Vpijanje svetlobe se zaradi sipanja v luknji poveča, na stenah luknje pa se naredi talina. Ko se laserski žarek premika po meji med varjencema, ju pred sabo tali, za njim pa se talina ohlaja in strjuje v var. Plin varjencev iz luknje lahko žarek spremeni v plazmo. Stik plazme z varjencema je nezaželen, zato se na obdelovano mesto vpihuje neinertne pline. S to metodo je varjenje hitrejše kot s prevodnim laserskim varjenjem, vari pa so debelejši in ožji.